# Jovan Rajić
Jovan Rajić (ur. 21 września 1726, Sremski Karlovci, zm. 22 grudnia 1801, Kovilj) – serbski pisarz, historyk i pedagog, reprezentujący w piśmiennictwie serbskim tzw. szkołę ruskosłowiańską. 

## Życiorys
Rajić urodził się w miejscowości Sremski Karlovci w Wojwodinie i tam też uczęszczał do szkoły, założonej przez Emanuela Kozaczyńskiego, Ukraińca, który na prośbę metropolity karłowickiego Wincentego przybył z Kijowa do Karlovców, by uczyć języka łacińskiego i ruskiego. Zainspirowany przez Kozaczyńskiego Rajić wyjechał do Kijowa, gdzie studiował na akademii teologicznej. Wróciwszy do Serbii pracował początkowo jako nauczyciel w szkole w Karlovcach, później w seminarium duchownym w Nowym Sadzie. Wstąpił następnie do klasztoru w Kovilju, gdzie otrzymał następnie godność archimandryty. Pod wpływem Kozaczyńskiego Rajić pisał w tzw. języku ruskosłowiańskim.
Głównym przedmiotem zainteresowań Rajicia pozostawała teologia. Jest on autorem Katechizmu, dzieł teologicznych oraz polemicznych. Najważniejszym jednak dziełem Rajicia jest Historia różnych narodów słowiańskich, zwłaszcza Bułgarów, Chorwatów i Serbów (oryg. Istorija raznih slovenskih narodov, najpače Bolgar, Horvatov i Serbov), opublikowana w Wiedniu w latach 1794-1795. Jest to obszerne, czterotomowe dzieło historyczne, przedstawiające dzieje serbskiego narodu i serbskiej państwowości na tle dziejów sąsiednich narodów. Rajić pisząc swą pracę korzystał z wielu źródeł, m.in. z Kroniki Đorđe Brankovicia (1645-1711), żywotów arcybiskupa Daniły (1270–1337) i in. 
Rajić jest również autorem tekstów poetyckich, m.in. alegoryczno-historycznej pieśni Walka smoka z orłami (oryg. Boj zmaja s orlovi, 1791), dramatu Tragedia czyli smutna opowieść o śmierci ostatniego cara serbskiego Uroša (oryg. Tragedija sireč pečalnaja povest o smerti poslednjago carja serbskago Uroša, 1798), będąca przeróbką utworu Kozaczyńskiego i in.

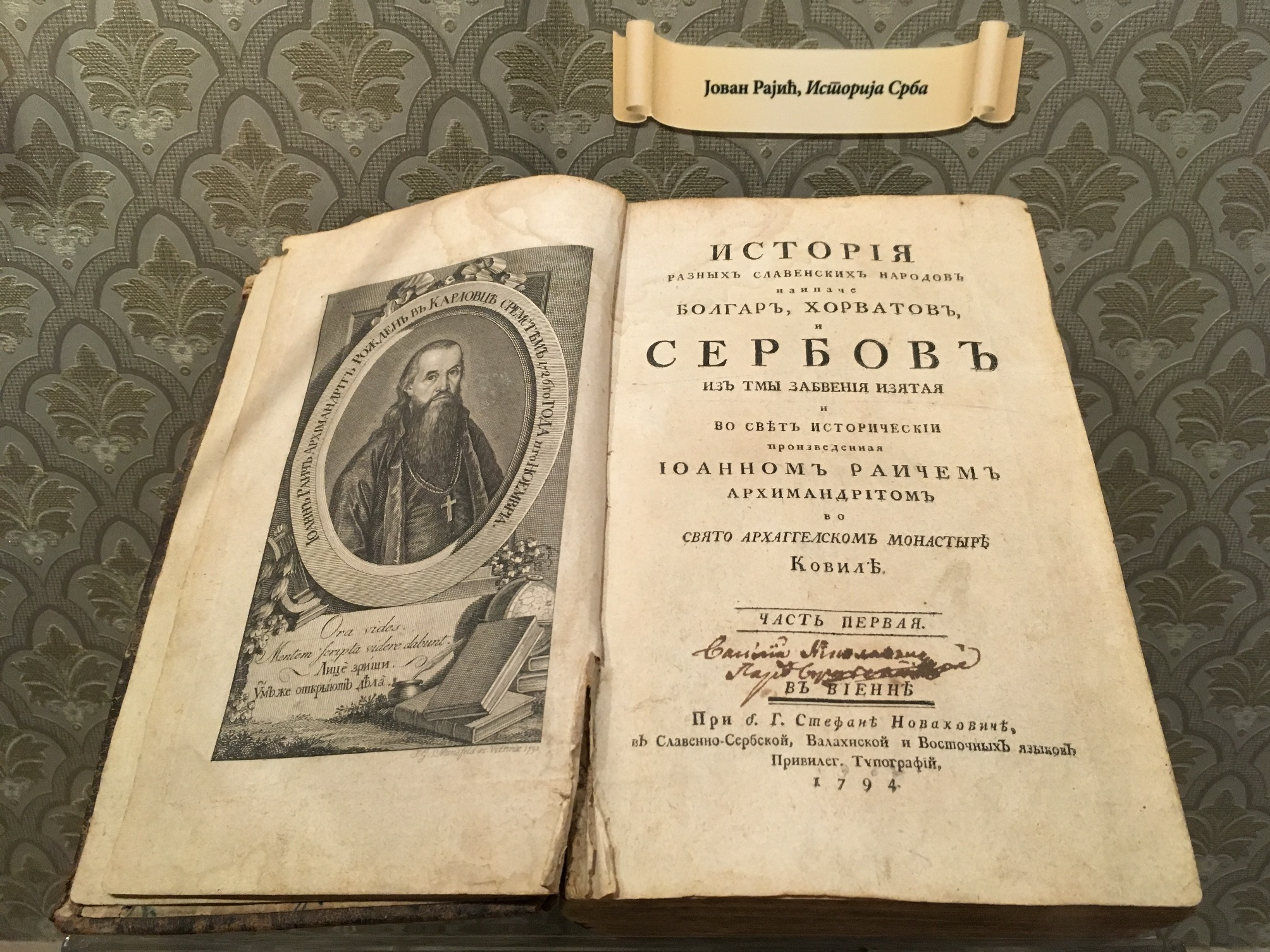
Jovan Rajić, Istorija raznih slovenskih narodov, najpače Bolgar, Horvatov i Serbov